# Johann Olav Koss
Pour les articles homonymes, voir Koss.
Johann Olav Koss, né le 29 octobre 1968 à Drammen, est un patineur de vitesse norvégien quadruple champion olympique sur des distances de 1 500 à 10 000 mètres. Il est élu sportif norvégien de l'année par deux fois. 
Johann fait partie du club des Champions de la Paix de Peace and Sport. Ce collectif de plus de 100 sportifs de haut niveau s'engage personnellement en faveur du mouvement de la paix par le sport. Il a fondé l'association "Right To Play" to teach children in need with educational games.

## Palmarès

### Jeux olympiques d'hiver
- Jeux olympiques d'hiver de 1992 à Albertville (France) :
  -  Médaille d'or au 1 500 mètres.
  -  Médaille d'argent au 10 000 mètres.
- Jeux olympiques d'hiver de 1994 à Lillehammer (Norvège) :
  -  Médaille d'or au 1 500 mètres.
  -  Médaille d'or au 5 000 mètres.
  -  Médaille d'or au 10 000 mètres.